# Dewitt Jones
Pour les articles homonymes, voir Jones.
Dewitt Jones est un photographe professionnel, écrivain, réalisateur et conférencier public d’origine américaine, connu pour son travail en tant que photojournaliste indépendant pour le magazine National Geographic et pour sa chronique dans le magazine Outdoor Photographer (en). Il est à l’origine de la production ainsi que de la réalisation de  deux films nommés aux Oscars : Climb (Kurzfilm) (de), nommé pour le meilleur court métrage en prise de vue réelle, et John Muir's High Sierra (en), nommé pour le meilleur court métrage documentaire. Il a également publié plusieurs œuvres littéraires. 

## Récompenses
- 1983 : prix Ansel-Adams.

## Livres
- California!
- Visions of Wilderness
- What the Road Passes By
- Robert Frost - A Tribute to the Source
- Canyon Country
- John Muir's High Sierra
- The Nature of Leadership, avec Stephen R. Covey

## Sources
- (en) Cet article est partiellement ou en totalité issu de l’article de Wikipédia en anglais intitulé « Dewitt Jones » (voir la liste des auteurs).